# Proces Sendzimira

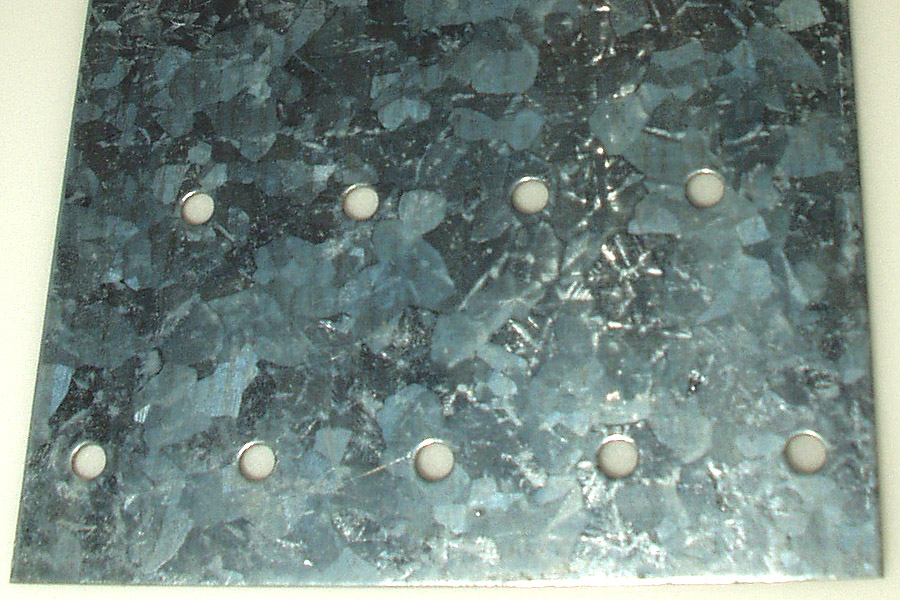
Blacha stalowa ocynkowana ogniowo z widoczną strukturą „kwiatu”

Proces Sendzimira (nazywany od nazwiska polskiego wynalazcy Tadeusza Sendzimira) – metoda cynkowania ogniowego blach stalowych. Metoda polega na zanurzaniu w roztopionym cynku blachy bądź drutu wyżarzonego wstępnie w wodorze. Proces przebiega w formie ciągłej: surowiec odwija się z rolki, oczyszcza kolejno w kąpieli chemicznej, piecu z atmosferą utleniającą i piecu z atmosferą redukującą (wodór + azot), a następnie — po częściowym ostudzeniu — przepuszcza się przez wannę ze stopionym cynkiem o temperaturze ok. 460 °C. 
Po opuszczeniu kąpieli materiał kieruje się do pieca, w którym regulowana jest grubość powłoki oraz opcjonalnie do urządzenia zmniejszającego zjawisko tzw. „kwiatu”. 
Proces ten stosowany najczęściej do ciągłego cynkowania na skalę przemysłową blach stalowych ze stali niskowęglowej doczekał się szeregu wdrożeń w fabrykach stali w wielu krajach. Dzięki ekonomiczności oraz gwarancji dużej wytrzymałości uzyskanych produktów jest technologią powszechnie wykorzystywaną w zabezpieczaniu stali przed korozją.
Pierwsza na świecie linia ciągłego wytwarzania i cynkowania blach stalowych ze stali niskowęglowej na skalę przemysłową z zastosowaniem tego procesu została uruchomiona przez Sendzimira w roku 1933 w Kostuchnie pod Katowicami (obecnie dzielnica Katowic). Zakład ten po raz pierwszy umożliwiał cynkowanie bez trujących oparów i wyziewów kwasów. Prezydent Mościcki, który również był wynalazcą i z wykształcenia chemikiem, zwiedzając Kostuchnę stwierdził zdziwiony, że „To nie cynkownia, to sanatorium”.

## Zastosowanie
Celem procesu jest pokrycie powierzchni przedmiotów stalowych cienką powłoką cynku w celu zabezpieczenia ich przed korozją powodowaną działaniem powietrza i wody. Powłoka cynkowa wykazuje w korozyjnych warunkach środowiska miejskiego od kilku do kilkunastu razy większą odporność na korozję od stali niecynkowanej. Cynkowanie jest powszechnie stosowane w wielu gałęziach gospodarki, m.in. w przemyśle samochodowym, budowlanym i lotniczym.